# Classic Loire-Atlantique 2019
La 20e édition de la Classic Loire-Atlantique a lieu le 29 mars 2019. Elle fait partie du calendrier UCI Europe Tour 2019 en catégorie 1.1. C'est également la troisième épreuve de la Coupe de France de cyclisme sur route 2019. 

## Équipes
Classée en catégorie 1.1 de l'UCI Europe Tour, la Classic Loire-Atlantique est par conséquent ouverte aux WorldTeams dans la limite de 50 % des équipes participantes, aux équipes continentales professionnelles, aux équipes continentales et aux équipes nationales.
Dix-neuf équipes participent à cette Classic Loire-Atlantique : deux WorldTeams, dix équipes continentales professionnelles et sept équipes continentales.
| WorldTeams (2)- AG2R La Mondiale - Groupama-FDJ Équipes continentales professionnelles (10)- Cofidis, Solutions Crédits - Israel Cycling Academy - Delko-Marseille Provence - Rally UHC Cycling - Androni Giocattoli-Sidermec - Direct Énergie - Sport Vlaanderen-Baloise - Arkéa-Samsic - Euskadi Basque Country-Murias - Vital Concept-B&B Hotels Équipes continentales (7)- Amore & Vita-Prodir - EvoPro Racing - BHS-Almeborg Bornholm - Natura4Ever-Roubaix Lille Métropole - Canyon DHB p/b Bloor Homes - Saint Michel-Auber 93 - Cibel-Cebon |
| |

## Classements

### Classement final
| \| Classement général \| Classement général \| Classement général \| Classement général \| Classement général \| \| Coureur \| Coureur \| Pays \| Équipe \| Temps \| \| ------------------ \| ------------------ \| ------------------ \| ----------------------------------- \| ------------------ \| \| 1er \| Rudy Barbier \| France \| Israel Cycling Academy \| 4 h 28 min 10 s \| \| 2e \| Marc Sarreau \| France \| Groupama-FDJ \| + 0 s \| \| 3e \| Rory Townsend \| Irlande \| Canyon DHB p/b Bloor Homes \| + 0 s \| \| 4e \| Adam de Vos \| Canada \| Rally UHC Cycling \| + 0 s \| \| 5e \| Jonathan Hivert \| France \| Direct Énergie \| + 0 s \| \| 6e \| Kévin Réza \| France \| Vital Concept-B&B Hotels \| + 0 s \| \| 7e \| Gianni Marchand \| Belgique \| Cibel \| + 0 s \| \| 8e \| Alexandre Geniez \| France \| AG2R La Mondiale \| + 0 s \| \| 9e \| Kévin Le Cunff \| France \| Saint Michel-Auber 93 \| + 0 s \| \| 10e \| Thibault Ferasse \| France \| Natura4Ever-Roubaix Lille Métropole \| + 0 s \| |                  |          |                                     |                 |
| |                  |          |                                     |                 |
| Source : ProCyclingStats |                  |          |                                     |                 |
| Classement général |                  |          |                                     |                 |
| Coureur | Coureur          | Pays     | Équipe                              | Temps           |
| 1er | Rudy Barbier     | France   | Israel Cycling Academy              | 4 h 28 min 10 s |
| 2e | Marc Sarreau     | France   | Groupama-FDJ                        | + 0 s           |
| 3e | Rory Townsend    | Irlande  | Canyon DHB p/b Bloor Homes          | + 0 s           |
| 4e | Adam de Vos      | Canada   | Rally UHC Cycling                   | + 0 s           |
| 5e | Jonathan Hivert  | France   | Direct Énergie                      | + 0 s           |
| 6e | Kévin Réza       | France   | Vital Concept-B&B Hotels            | + 0 s           |
| 7e | Gianni Marchand  | Belgique | Cibel                               | + 0 s           |
| 8e | Alexandre Geniez | France   | AG2R La Mondiale                    | + 0 s           |
| 9e | Kévin Le Cunff   | France   | Saint Michel-Auber 93               | + 0 s           |
| 10e | Thibault Ferasse | France   | Natura4Ever-Roubaix Lille Métropole | + 0 s           |

### Classements UCI
La course attribue aux coureurs le même nombre des points pour l'UCI Europe Tour 2019 et le Classement mondial UCI.
| Position           | 1er | 2e | 3e | 4e | 5e | 6e | 7e | 8e | 9e | 10e | 11e | 12e | 13e à 15e | 16e à 25e |
| Classement général | 125 | 85 | 70 | 60 | 50 | 40 | 35 | 30 | 25 | 20  | 15  | 10  | 5         | 3         |